# Biserica Sfântul Ilarie din Poitiers
Biserica Sfântul Ilarie cel Mare (în franceză Église Saint-Hilaire le Grand) este o biserică din Poitiers.

## Istoric

### Originile bisericii
Ilarie, originar din Poitiers, a devenit episcop la mijlocul secolului al IV-lea. A luptat cu zel împotriva ereziei ariene, în acea vreme triumfătoare, care respingea natura dumnezeiască a lui Hristos. În cimitirul din sudul orașului, a dispus să i se construiască un mormânt, o capelă dedicată sfinților Paul și Ioan, martiri romani morți în anul 362. A fost înmormântat între soția și fiica sa, sfânta Abre. 
Săpături arheologice întreprinse în anii 2007 și 2008, pe un teren din apropierea actualei Biserici Sfântul Ilarie cel Mare, au scos la lumina zilei o necropolă paleocreștină. Prin urmare, în jurul mormântului Sfântului Ilarie s-a dezvoltat un complex funerar și religios începând din secolul al IV-lea, care cuprindea o bazilică, edificii anexe și un cimitir. În 412, situl a fost distrus de vandali, iar în 453 de către huni.
A fost construită o nouă bazilică. Dar dimensiunile și amplasamentul și nici chiar existența sa nu sunt atestate. Într-adevăr, poetul creștin, sfântul Venantius Fortunatus (530-609), narează că prin 507, o lumină provenind din bazilică l-ar fi prevenit pe Clovis să meargă să lupte contra trupelor regelui vizigot, de confesiune ariană, Alaric. Întâlnirea dintre franci și vizigoți a avut loc la Vouillé, bătălie în cursul căreia Alaric și-a găsit moartea. De asemenea, în „Histoire ecclésiastique des Francs”, episcopul Grigore de Tours (538-594) narează, prin 575, despre vederea unei bule de foc venind din bazilică înainte de bătălia de la Vouillé. Pe de altă parte, fragmente de mozaicuri au fost găsite în 1856, în cursul unor săpături practicate sub nava bisericii actuale.
Din secolul al VIII-lea, ansamblul bazilical a devenit o biserică colegială. În această perioadă, situl a fost devastat mai întâi de musulmanii conduși de Abdiraman, în 732, iar apoi, în 863 și în 865, de vikingi. De teama unor noi incursiuni, călugării au dus osemintele Sfântului Ilarie în siguranță la Puy-en-Velay.
În 935, conții de Poitou au devenit abați laici ai bazilicii. Titlul va fi transmis în 1204 regilor Franței.
Decizia de fortificare a fost luată în 939.

### Anii glorioși ai Evului Mediu
În secolul al XI-lea a început construirea actualului edificiu (târnosit la 1 noiembrie 1049.) Prin 1022-1028 episcopul Fulbert de Chartres ar fi devenit șeful canonicilor de Saint-Hilaire. Tot Fulbert ar fi construit o mare catedrală în orașul său Chartres, distrusă de un incendiu în 1195. El ar fi comanditarul acestor lucrări.
Construcția a început cu clopotnița-tindă apoi transeptul probabil neboltit și s-a continuat cu nava fără bolți și colaterale. A fost terminată cu partea exterioară a absidei și deambulatoriul. Inaugurarea bisericii s-a făcut în prezența a 15 arhiepiscopi și episcopi, a contesei Agnès de Bourgogne, a treia soție a contelui Guillaume V cel Mare (spre 959-1030), care a participat din plin la finanțarea lucrărilor, și a fiului său, Guillaume VII Aigret, conte de Poitou și duce de Aquitania (mort în 1058).
Prin 1060-1070 șarpanta care acoperea nava a fost înlocuită, potrivit textului Miracles de Saint Hilaire scris prin 1115-1130, cu o boltă de piatră pentru a se evita incendiile. Pentru a suporta greutatea acestei bolți, arhitecții au fost nevoiți să construiască stâlpi intermediari pentru a reduce lărgimea navei centrale. În plus, au fost construite arce între stâlpi și ziduri pentru consolidarea ansamblului.
În 1074 papa Grigore al VII-lea a pus abația sub protecția Sfântului Scaun, iar o cartă din 1078 a limitat numărul canonicilor bazilicii la 60.
Portalul flamboaiant a fost construit în 1474. Apoi, protecția regală pentru această biserică a fost din nou confirmată prin scrisorile patente ale lui Ludovic al XI-lea în septembrie 1481.

### Anii întunecați
Biserica a suferit din cauza războaielor religioase. În 1562 biserica a fost jefuită de către protestanți și a suferit pagube importante, îndeosebi clopotnița. Aceasta s-a prăbușit câțiva ani mai târziu, în 1590. A fost restaurată identic în 1592.
În perioada revoluționară, în 1793, biserica a fost vandalizată din nou. A servit apoi drept adăpost pentru cai. În 1799, devenită bun național, a fost vândută cetățeanului Roy, zis Cassandre. Acesta nu a plătit suma cerută, iar statul francez a recuperat clădirea în 1800. Nu mai subzistă din acea epocă decât corul, transeptul, clopotnița-tindă și o parte din ultima travee a navei din cele cinci travee inițialele.   
În 1808 edificiul a fost restituit cultului, dar nu mai era decât o dărăpănătură. Primele lucrări au fost realizate: șarpantele lipsă au fost înlocuite cu un strat gros de pământ pe bolțile absidelor și colateralelor peste care s-au așezat țigle. Apoi o boltă de cărămidă a fost construită în 1810, peste unica travee care a rămas. O fațadă provizorie a fost amenajată reutilizându-se resturile portalului gotic din secolul al XV-lea.

### Restaurarea clădirii însecolul al XIX-lea
În 1840, Prosper Mérimée, inspector general al Monumentelor Istorice, a mers la Poitiers. Apropo de Sfântul Ilarie cel Mare, el i-a scris lui Ludovic Vitet, președinte al Comisiei Monumentelor Istorice, într-o scrisoare datată la 28 iulie 1840: « ... puneți asteriscul cel mai mare la Sfântul Ilarie, mănăstirea Sfântului Ilarie din Poitiers care este o capodoperă. Am găsit-o într-o stare destul de bună, în afară de absidă care ar avea nevoie de câteva piese la împodobirea sa și la contraforți. Nu vă vorbesc de tot ceea ce ar trebui făcut pentru a-i completa restaurarea. Magnificile sale sculpturi au fost foarte alterate de acel soi de carie a pietrei de care vă vorbeam într-una din ultimele mele scrisori: dar mai este destul pentru a fi posibil să restaurezi totul. Cu bani și cu un arhitect zelos care ar supraveghea zidarii din regiune, ar fi foarte ușor să se completeze magnificele arhivolte ale fațadei în care toți bolțarii sunt sculptați într-un fel disgrațios. Biserica Sfântul Ilarie aparține tot acestui zvelt stil bizantin atât de comun în Poitou, care îmbină grația arhitecturii gotice cu bogăția și vanitatea ornamentării din perioada precedentă.»
În 1847, biserica a fost clasată Monument Istoric.
Lucrările de restaurare au continuat cu reconstrucția acoperișurilor și absidiolelor. Arhitectul Charles Joly-Lanterme a început o restaurare sau mai degrabă o reconstrucție completă a clădirii începând cu 1855. S-a ocupat mai întâi de partea exterioară a absidei pentru a-i reda înălțimea sa inițială prin restaurarea confesionalului care a fost transformat în 1762. Cavoul funerar a fost scos la lumină, iar apareiajulromanic al arcului a fost făcut vizibil. Rozeta absidei laterale de nord, străpunsă în 1570, a fost astupată în 1858. Portalul gotic din partea de nord a bisericii a fost înlăturat în același an.
Din 1869 până în 1875, lucrările au fost continuate pentru a se ajunge la forma actuală a clădirii: începutul construcției fațadei care nu va fi finalizat până în 1884, reconstrucția primelor două travee ale navei și edificarea cupolelor preluând desenul cupolei ferestrei traversării transeptului. Nava din secolul al XIX-lea a pierdut, în raport cu nava romanică, două travee, pentru a se permite amenajarea străzii.
În 1881, a fost realizat amvonul. În 1882, au fost puse mozaicurile corului, în timp ce altarul principal și grilele nu au fost instalate până în 1885.
În 1949, etajul inferior al clopotniței a fost redeschis.
La 16 februarie 2007, Primăria din Poitiers a eliberat un permis de construire pentru autorizarea construcției unui imobil de 33 de apartamente pe amplasamentul vechiului refectoriu din secolul al XIII-lea precum și a unui parking subteran între biserică și pivnița-refectoriu, acolo unde se afla o necropolă antică și un cimitir folosit până la sfârșitul secolului al XVIII-lea. După proteste, proiectul a fost modificat și un nou permis de construire a fost dat la 5 septembrie 2008, cu suprimarea unor locuințe, în schimbul aripii și parcării subterane, care, prin urmare, a fost construită la suprafață, între biserică și refectoriu. Pentru observatorii patrimoniului, acest proiect este „scandalos” și „a distrus definitiv împrejurimile sitului Saint-Hilaire”.

## Descriere

### Exteriorul
Biserica actuală este o construcție romanică din secolul al XI-lea. Sunt din secolul al XII-lea corul, transeptul, prima travee a navei și partea de nord a clopotniței. Începând de la a doua travee din partea estică a navei, construcția este diferită. Într-adevăr, ea corespunde reconstrucțiilor din secolul al XIX-lea. Pentru a vă reprezenta biserica în dimensiunea sa inițială, trebuie să adăugați o travee și jumătate la vest.
De-a lungul flancului sudic al bisericii, o nișă funerară romanică este însoțită de inscripții latine.
Clopotnița este situată deasupra brațului nordic al transeptului. Baza sa este un pătrat perfect cu latura de 11,60 m. Odinioară, clopotnița avea o ușă spre interiorul sanctuarului.
Fațada de vest este neoromanică. A fost construită din 1869 până în 1884.
Partea exterioară a absidei se remarcă prin succesiunea de niveluri: nivelul celor patru capele radiante și ale celor două capele ale transeptului, nivelul galeriei de trecere între cor și absidă, nivelul bolții cu semicupolă a absidei și nivelul pătratului transeptului. Privirea se ridică ca sufletul, de la un grad la altul până la cer.

### Interiorul
Colegiala Sfântul Ilarie se distanțează de schema clasică a școlii din Poitiers și mărturisește influența diferitelor centre artistice. Alternanța stâlpilor și coloanelor este inspirată din edificiile normande. Absidiolele, în număr de patru, sunt un împrumut romanic din Auvergne.
Edificiul care aparținea unei importante comunități de canonici și beneficia de protecții puternice este o clădire cu proporții vaste concepută să primească credincioși și pelerini veniți să se reculeagă în fața relicvelor.

#### Nava
Întreaga boltă a navei și o mare parte din zidurile acestei nave au fost distruse în timpul Revoluției.
La origine, nava era acoperită cu o șarpantă. Apoi, pentru a se diminua pericolul unui incendiu, s-a hotărât să se boltească, și, pentru a reduce lărgimea deschiderii, au fost create două rânduri de suporți, care astfel au determinat două culoare laterale care existau înainte de celelalte nave laterale propriu-zise. Când s-a hotărât, în secolul al XIX-lea, să se reconstruiască nava distrusă în Revoluție, s-a crezut că bolta constase într-un șir de cupole. Potrivit mărturiilor unui călător, Claude Perrault, arhitectul colonadei de la Luvru, în 1669, se știe astăzi că nava era la origine acoperită cu bolți duble.
Pentru a se permite realizarea unei străzi, nava a fost micșorată, la vest, cu o travee și jumătate.
Astăzi, lărgimea totală a navei, inclusiv colateralele, este de 34 m. Lărgimea navei centrale este de 15,55 m. Lungimea sa este de 59 m, în interior.
Biserica Sfântul Ilarie are particularitatea, unică în Franța, de a avea o navă încadrată de câte trei colaterale, care, pe fiecare latură, se întind de-a lungul navei centrale, oferind astfel un ansamblu de 7 nave cu un aspect măreț. Înălțimea navei este pe două niveluri.
Stâlpii navei prezentau succesiunea pictată a primilor 20 de episcopi de Poitiers, amintire a funcției funerare a bisericii colegiale Sfântul Ilarie, până în secolul al XII-lea.
În colțul absidei laterale de nord și al navei, baza clopotniței romanice formează o încăpere pătrată datată din secolul al XI-lea, în care se observă frumoasele capiteluri arhaice, îndeosebi un capitel care reprezintă leii aducându-și la viață puii. „Leoaica... aduce pe lume puiul născut mort... în a treia zi sosește leul: suflă peste puiul de leu... și îl resuscitează atât prin respirația cât și prin vocea sa”. Acest capitel ar putea fi un simbol al Învierii. Boltele sunt extrem de curioase: cele patru travee susținute de un enorm stâlp central, sunt fiecare dominate, în diagonală, de două arce dreptunghiulare semicirculare care se întretaie în unghi drept, unul traversându-l pe celălalt.
Nava este separată de transept printr-o galerie transversală care duce de o parte și de alta a scărilor care urcă spre transept.

#### Transeptul
Transeptul are particularitatea de a fi cu 2,30 m mai înalt decât nava. Transeptul - ca și corul - acoperă confesionalul, adică locul unde a fost înmormântat Sfântul Ilarie.
Transeptul are 7,50 m lățime și 42 m lungime.
Capitelurile bisericii datează din secolul al XI-lea. Sunt printre cele mai vechi mărturii ale acestei forme de artă din Poitou. La colțul transeptului și al navei, în partea de nord, un capitel reprezintă moartea Sfântului Ilarie. Un alt capitel reprezintă Fuga în Egipt.

#### Corul și deambulatoriul
Corul cu deambulatoriul și capelele radiante își au originea în criptele inelare din Evul Mediu Timpuriu. Această configurație a respectat o constrângere practică: asigurarea serviciului misei, permițând totodată fluxul pelerinilor și cultul moaștelor care s-a dezvoltat în acea epocă.
Corul și deambulatoriul se remarcă prin echilibrul volumelor. Ca și în cazul transeptului, corul și deambulatoriul sunt, și din aceleași motive, ridicate cu 2,30 m deasupra padoselei navei. Această alegere arhitecturală a fost necesară pentru a facilita procesiunile pelerinilor din jurul moaștelor.
Deambulatoriul se deschide spre patru capele radiante ornate cu picturi murale din secolul al XI-lea, din care au rămas fragmente importante: 
- Martiriul Sfântului Quentin în sud.
- „Milostenia” Sfântului Martin în nord. Este opera unui atelier care a lucrat apoi la abația Sfântul Savin / Sabin. La ieșirea din Amiens, Martin își împarte mantoul cu un sărac. În noaptea următoare îl vede pe Cristos îmbrăcat cu același mantou spunând „Martin, doar catehumen, m-a îmbrăcat cu mantoul său”.
- La baza bolții cu cupole a absidei, picturile ilustrează Apocalipsa / Apocalipsului:

- în special o reprezentare a femeii, a copilului și a balaurului / dragonului: „Pe cer a apărut un semn grozav: o femeie îmbrăcată în Soare, Luna sub picioare și pe cap o coroană de douăsprezece stele ...” (Ap 12,1)
- în special un cavaler cu un arc. Este unul dintre cavalerii Apocalipsei / Apocalipsului. „Am văzut: era un cal alb. Cel care îl călărea ținea un arc”. (Ap 6,2)
- în special îngerul care dă etolele / hainele albe: „Am văzut sub altar sufletele  (martirilor)... Fiecăruia i s-a dat câte o etolă / haină albă.” (Ap 6,9-11)
- în special Sfântul Mihail luptându-se cu balaurul / dragonul: „A fost o luptă în cer: „Mihail și îngerii săi au luptat cu dragonul / balaurul și îngerii săi... Dar balaurul / dragonul și îngerii săi nu și-au mai aflat locul în cer.” (Ap 12,7-8)
Este una dintre primele reprezentări ale Apocalipsei, în pictura murală. Bolta cu semicupolă trebuia probabil să-l reprezinte pe Cristos în glorie.
Deambulatorul nu are capelă axială. Peretele care leagă cele două capele cel mai aproape de axa edificiului este străpuns cu un vitraliu. Datează din secolul al XIX-lea și-l reprezintă pe Cristos în maiestate.
Corul este închis cu opt coloane de 6 m înălțime și aliniate într-un semicerc.

#### Cripta
Cripta, situată sub cor, cuprinde o raclă din secolul al XVII-lea, care conține relicvele / moaștele Sfântului Ilarie.

## Mobilierul

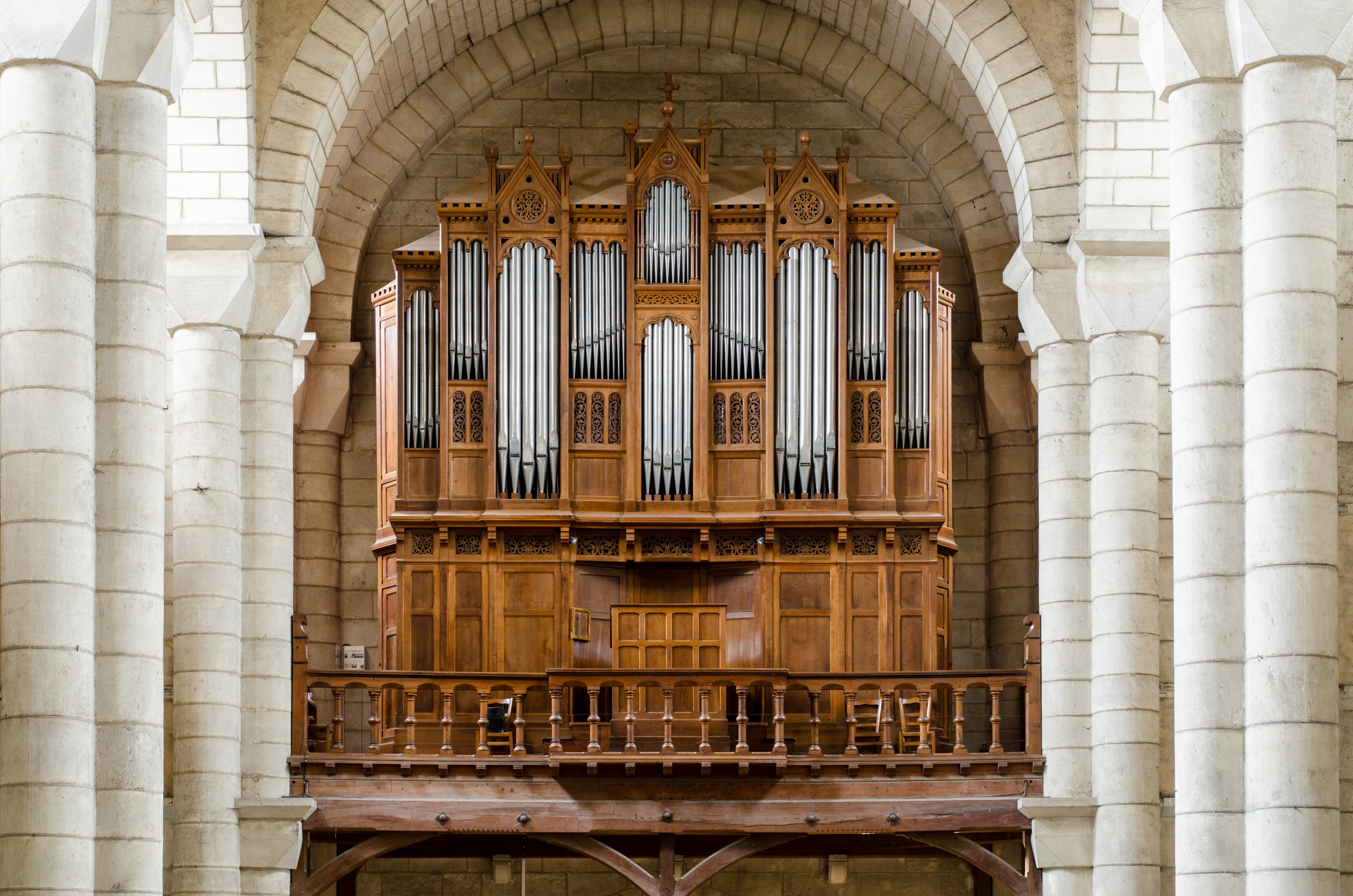
Orga bisericii.

O orgă a fost instalată în 1884 de către Gaston Maille. Modificată de către Louis Debierre în 1902, orga a fost restaurată de către Gérard Bancells în 2006. Este clasată monument istoric pentru partea sa instrumentală.
Într-una din capele, trei statui fac referire la legenda Miracolului Cheilor (vezi Biserica Notre-Dame-la-Grande din Poitiers). Este vorba despre o statuie a Fecioarei Maria, o altă statuie a sfântului Ilarie din Poitiers și o a treia a sfintei Radegunda.
O statuie a Sfintei Treimi, din secolul al XVI-lea, îl reprezintă pe Dumnezeu Tatăl, care îl ține în mâini pe Hristos pe Crucea sa, iar un porumbel, care-l reprezintă pe Sfântul Spirit, fiind deasupra. 
În partea de jos a ultimei colaterale din dreapta, un capac din marmură albă a unui sarcofag creștin din secolul al IV-lea sau al V-lea este ornat cu un delfin. Tradiția spune că este mormântul Sfintei Abre, fiica Sfântului Ilarie. 

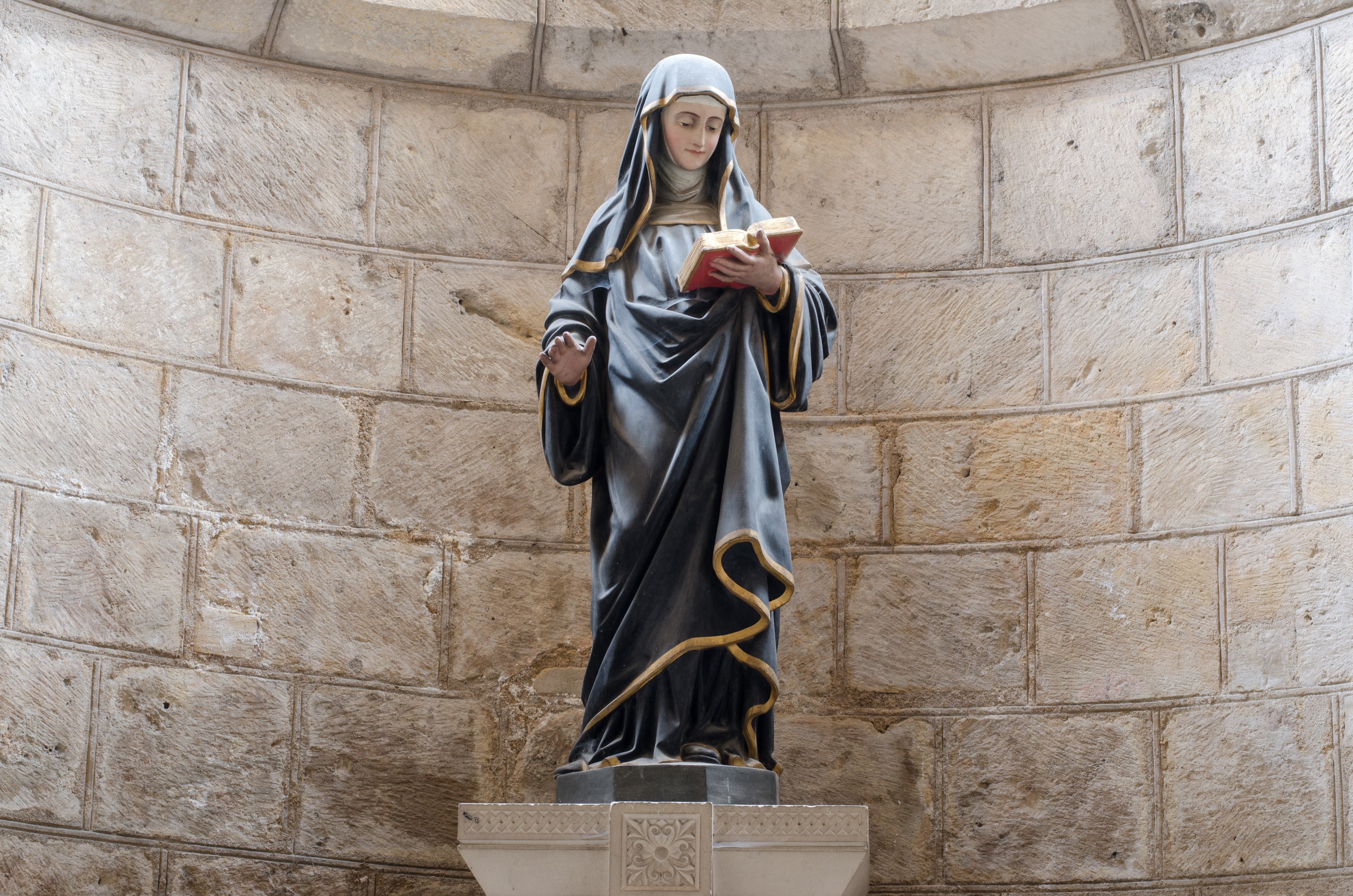
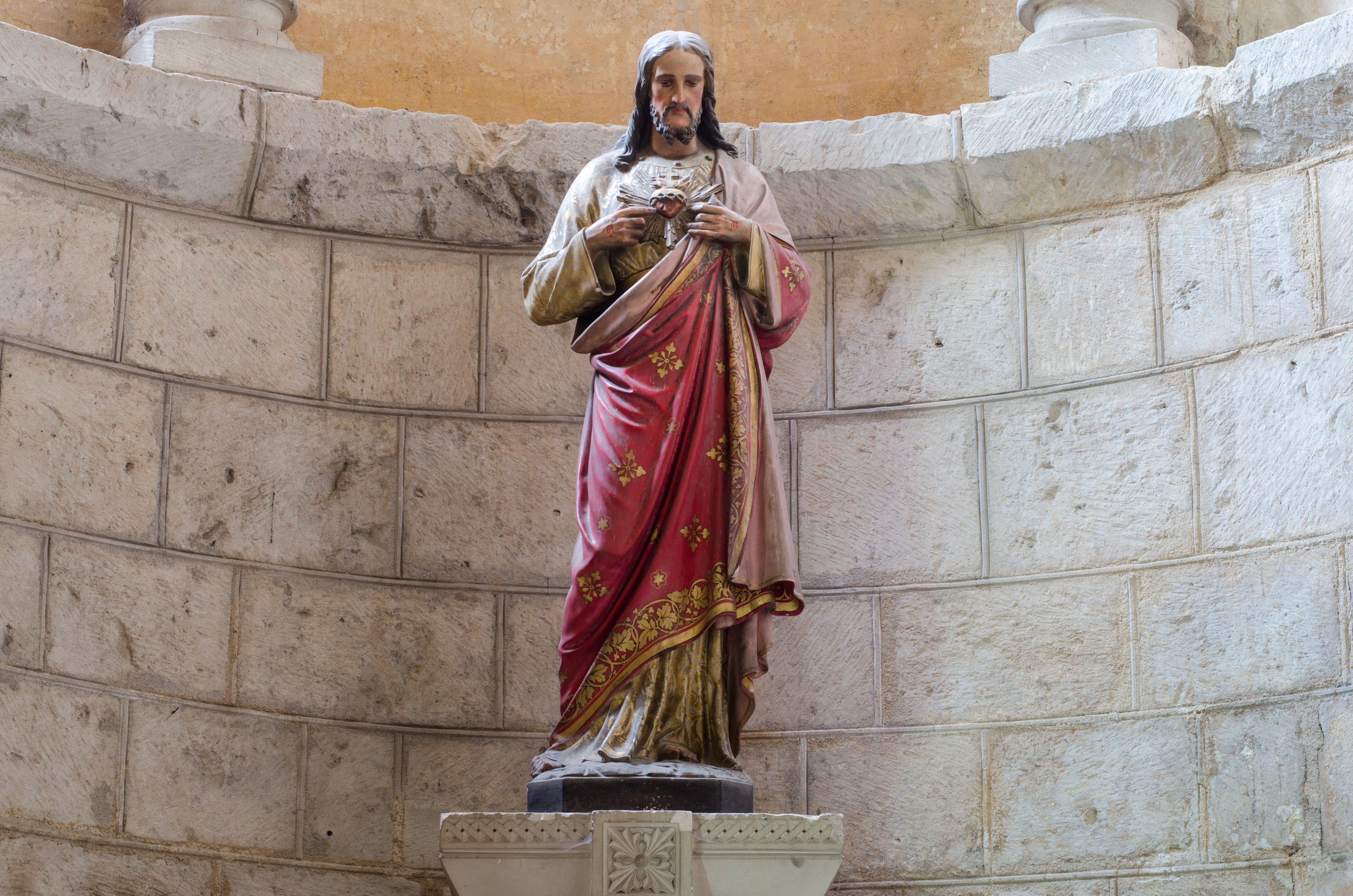
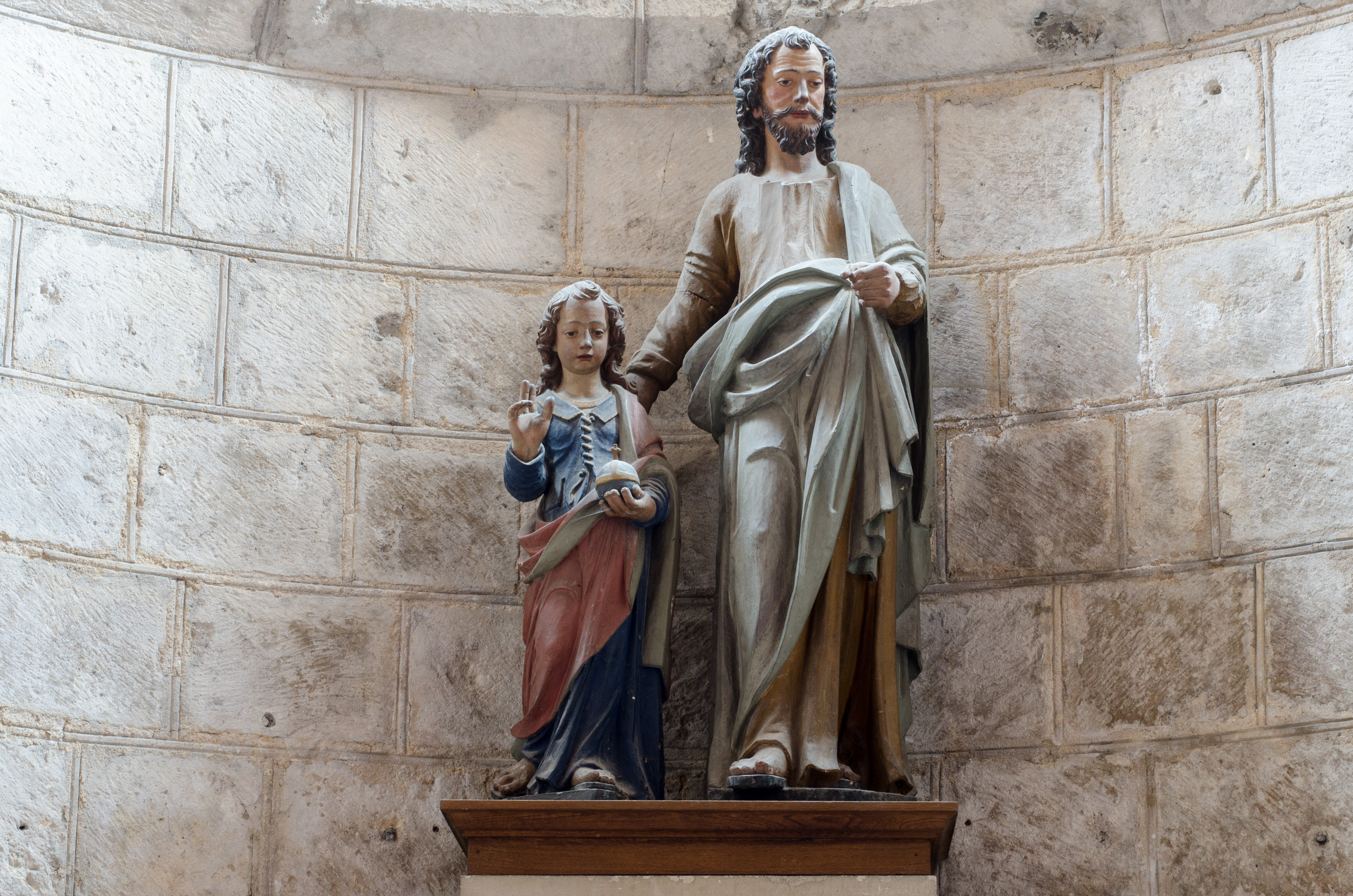
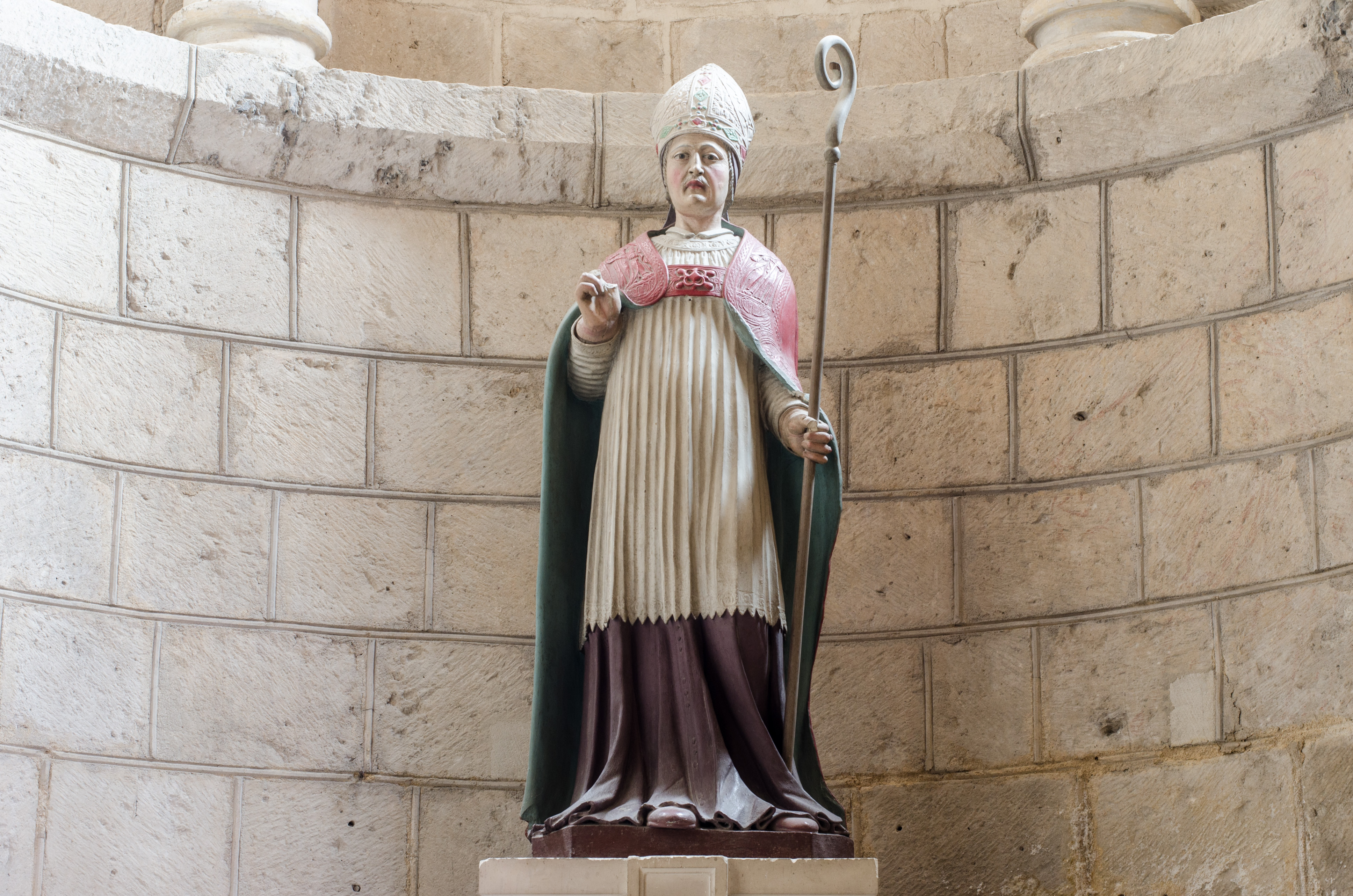
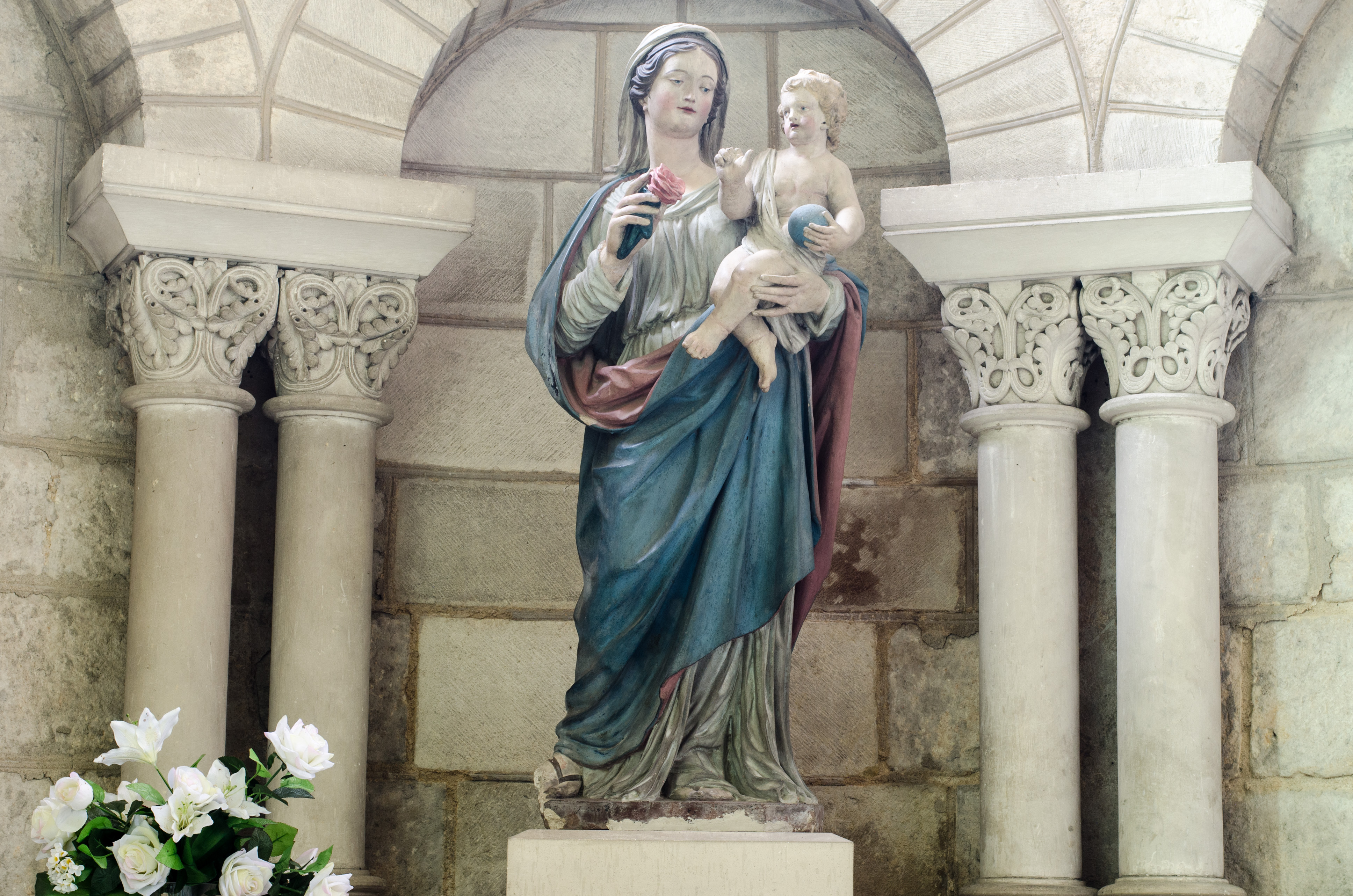

În biserică sunt expuse mai multe tablouri interesante, cu subiecte religioase:
- Tabloul Adorația Magilor de Flandrine de Nassau, abatesă a Abației Sainte-Croix, din secolul al XVII-lea.
- Tabloul Sfânta Treime îl reprezintă pe Dumnezeu Tatăl care îl susține pe Fiul Său mort. Este o pictură pe lemn. Tabloul datează din secolul al XVI-lea. Provine de la Abația Sfânta Treime.
- Tabloul Adorația Magilor, pictat de Étienne Cesi. Datează de la începutul secolului al XVII-lea.

## Funcțiile sale

### O colegială
Foarte devreme, o comunitate de clerici condusă de un abate asigura serviciul capelei care va lua numele de Saint-Hilaire-le-Grand (în română Sfântul Ilarie cel Mare). Începând din secolul al IX-lea, această comunitate devine capitul de canonici. Biserica nu va mai fi până la sfârșitul secolului al XVIII-lea decât colegială. 
Începând din secolul al X-lea, abatele capitulului este contele de Poitou. Începând din secolul al XIII-lea, Poitou s-a reunit cu coroana Franței, această funcție va fi asigurată, de atunci înainte, de către regii Franței. Astfel capitulul va fi deosebit de protejat: Carol al VIII-lea, Henric al IV-lea, Ludovic al XIII-lea, Ludovic al XIV-lea erau primiți ca „abate”.
Capitulul Saint-Hilaire a furnizat 24 de episcopi. A fost și un centru de cultură. Strălucită școală capitulară, colegiala poseda o bogată bibliotecă, însă aceasta a fost distrusă de Războaiele Religioase. În casa unuia din canonici, în 1479, a fost tipărită prima carte la Poitiers.

### Loc de pelerinaj
Mormântul Sfântului Ilarie a fost de la început locul unor minuni și a primit vizita multor credincioși.
Etapă pe Drumul Sfântului Iacob, din secolul al XII-lea, Biserica Sfântul Ilarie cel Mare este catalogată ca bun al Patrimoniului Mondial UNESCO, din anul 1998.